# Friedrich von Pranckh

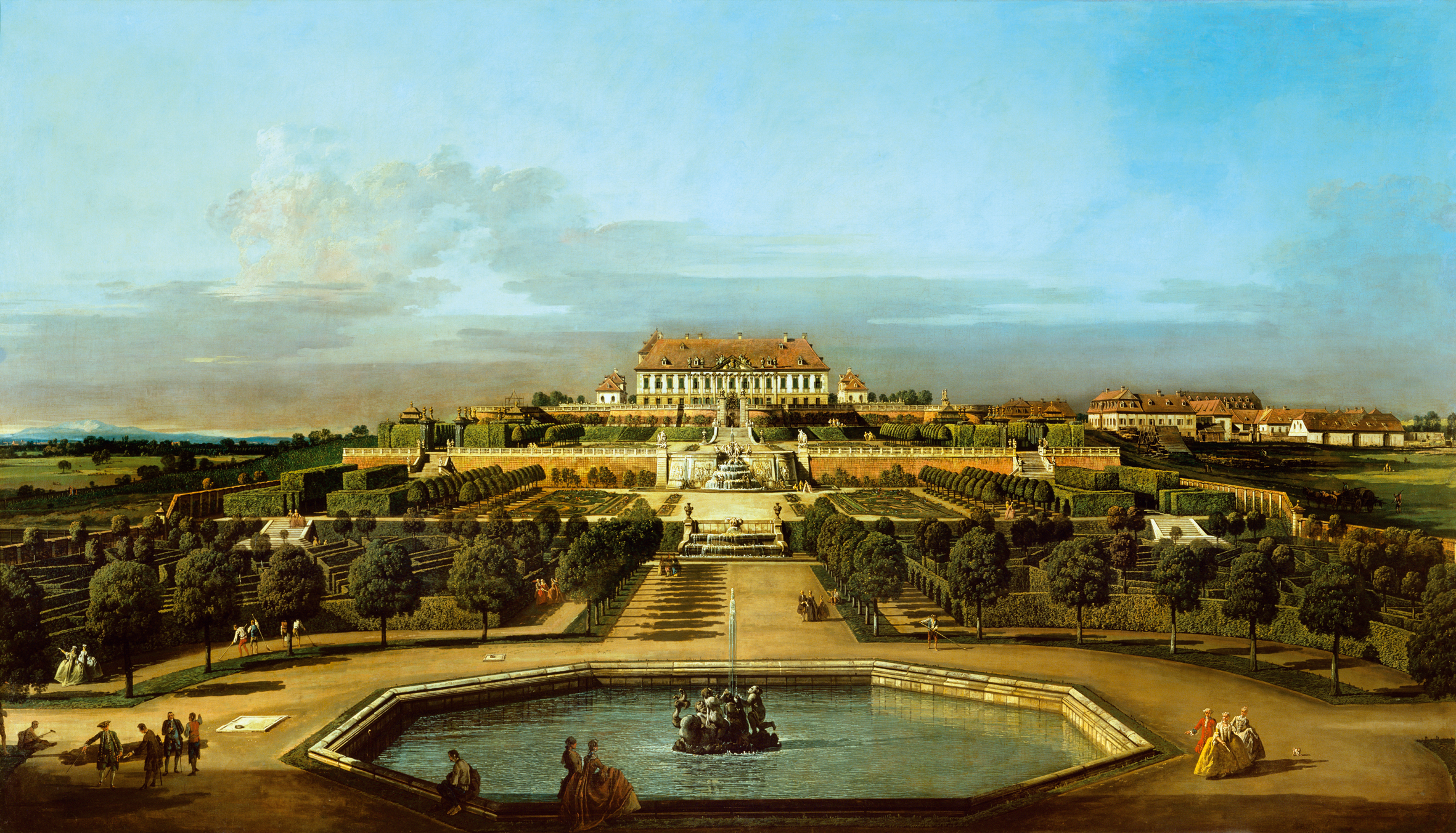
Spätere Ansicht von Schloss Hof

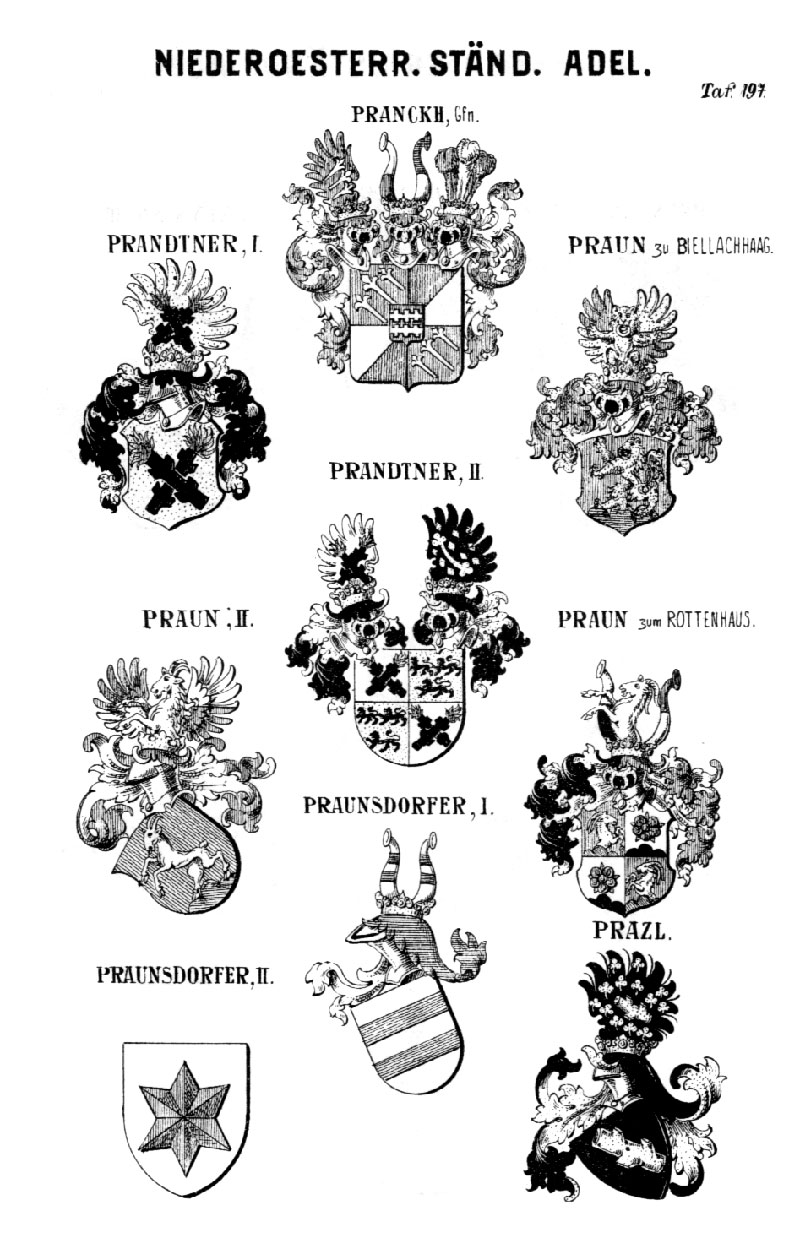
Gräfliches Wappen derer von Pranckh in Siebmachers Wappenbuch des Niederösterreichischen Adels, 1918

Friedrich Freiherr von Pranckh zu Rickerstorf (auch Rickersdorf), Herr auf Schloss Hof, Grafenweiden und Niederweiden († 1627) entstammte der niederösterreichischen Linie des alten steirischen Adelsgeschlechts derer von Pranckh. Er war Ritter des Malteserordens der Kommende Fürstenfeld und gilt als Erbauer des frühen Marchfeldschlosses Schloss Hof.
Nachdem dessen Vater Eustachius von Pranckh zu Rickersdorf die Veste Hof an der March erworben hatte, ging die Festung spätestens 1572 an Friedrich über, welcher zu diesem Zeitpunkt bereits als Besitzer im Niederösterreichischen Gültenbuch angeführt war.
Aufgrund laufender Hochwasserschäden verlegte dieser die Burg auf den höher gelegenen Hofberg, welcher sich als Lage für den Herrschaftssitz als vorteilhafter erwies. Das zweigeschossige Kastell hatte zu dieser Zeit jedoch nach wie vor wehrhaften Charakter. Den Schutz bildeten ein Graben und ein Wall, während sich im Inneren der Anlage ein Arkadenhof befand. In den östlichen Arkadengängen ist heute noch der Wappenstein der Familie Pranckh zu besichtigen. Ebenso wurden nördlich außerhalb des Schlossgebiets von Friedrich der Meierhof, sowie Stall, Stadt, Gärten und Teuchteln zugericht und erbauet, wie aus dem Schloßhofer Urbarium ex 1639 hervorgeht.
Ab diesem Zeitpunkt wurde das Kastell Schloss Hof auf dem Hoferberg genannt. Die Herrschaften Schloss Hof und Markthof gingen nach dessen Tod in den Besitz seiner Tochter Elisabeth über. Die ursprüngliche Gestalt behielt es mehr als ein Jahrhundert bei, bis es 1725 von Prinz Eugen von Savoyen erworben und zu einem Barockschloss ausgebaut wurde. Die ursprünglichen Mauern wurden beibehalten und sind heute noch kennzeichnender Teil der Schlossanlage. Nach Süden und Norden bilden sie eine bastionsartige Begrenzung, währenddessen vorspringende Mauern der Parkterrassen den Abschluss nach Osten bilden.
Ferner wurde im Kastell bis 1901 ein Richtschwert aufbewahrt, mit welchem unter der Herrschaft der Pranckh ein junger Ungar gehenkt wurde, welcher seine Herren bestohlen, und eine Zeugin mit einer Mistgabel schwer verwundet hatte.
Friedrich von Pranckh war mit Rosina, geb. Dörrin von Deutsch-Altenburg vermählt. Das Grabdenkmal befindet sich in der alten Pfarrkirche zu Markthof an der Nordwand der vierzehn Nothelfer. Als älteste nachgewiesene Besitzer von Engelhartstetten, der Gemeinde von Schloss Hof befindet sich noch heute das Stammwappen, zwei beiderseits gezinnte rote Querbalken der Herren von Pranckh im Gemeindewappen.